# Jonckheere-Terpstra-Test
Der Jonckheere-Terpstra-Test ist ein parameterfreier statistischer Test, mit dem ähnlich
wie beim Kruskal-Wallis-Test im Rahmen einer Varianzanalyse verglichen wird, ob sich verschiedene unabhängige Stichproben (Gruppen) hinsichtlich einer ordinalskalierten Variable unterscheiden.
Der Unterschied zum Kruskal-Wallis-Test ist, dass hier auf das Vorliegen eines Trends zwischen den Gruppen getestet wird.
Die Nullhypothese H0 lautet, dass alle Stichprobenwerte aus Grundgesamtheiten {\displaystyle G_{i}} mit identischer Verteilung gezogen wurden:
{\displaystyle G_{1}=G_{2}=\dots =G_{c}}
Als Alternativhypothese HA gilt: {\displaystyle G_{1}\leq G_{2}\leq \dots \leq G_{c}}, wobei mindestens eine strikte
Ungleichung gilt.

## Berechnung
Die Teststatistik {\displaystyle J} lautet für eine Anzahl {\displaystyle c} von Gruppen {\displaystyle G_{i}} mit jeweils {\displaystyle n_{i}} Messungen:
{\displaystyle J=\sum _{i<j}^{c}U_{ij}=\sum _{i=1}^{c-1}\sum _{j=i+1}^{c}U_{ij}}
Dabei ist {\displaystyle U_{ij}} definiert als
{\displaystyle U_{ij}=\sum _{s=1}^{n_{i}}\sum _{t=1}^{n_{j}}\Psi (X_{jt}-X_{is})}
mit
{\displaystyle \Psi (u)={\begin{cases}1&{\text{wenn }}u>0\\0&{\text{wenn }}u\leq 0\end{cases}}\ } oder im Falle von Bindungen (gleichen Messwerten) {\displaystyle \ \Psi (u)={\begin{cases}1&{\text{wenn }}u>0\\1/2&{\text{wenn }}u=0\\0&{\text{wenn }}u<0\end{cases}}}
Die berechnete Prüfgröße {\displaystyle J} wird größer, wenn ein Trend zwischen den Gruppen vorhanden ist.
Unter allgemeinen Bedingungen ist die Prüfgröße {\displaystyle J} näherungsweise normalverteilt.
Für den Erwartungswert {\displaystyle \mu _{J}} und die Varianz {\displaystyle \sigma _{J}} gelten folgende Formeln:
{\displaystyle \mu _{J}={\frac {N^{2}-\sum _{i=1}^{c}n_{i}^{2}}{4}}\ }
und
{\displaystyle \ \sigma _{J}={\sqrt {\frac {N^{2}(2N+3)-\sum _{i=1}^{c}n_{i}^{2}(2n_{i}+3)}{72}}}}
Die daraus durch Standardisierung erhaltene Variable {\displaystyle Z} ist näherungsweise standardnormalverteilt, wenn die Gesamtzahl {\displaystyle N} aller Stichprobenwerte größer als 12 ist:
{\displaystyle Z={\frac {J-\mu _{J}}{\sigma _{J}}}}
Oder anders ausgedrückt: Bei einem einseitigen Test auf 5 % Niveau (Fehler 1. Art) ist der Test signifikant, wenn
{\displaystyle J>\mu _{J}+1{,}645\,\sigma _{J}}.

## Verallgemeinerung
Es lassen sich neben einem monotonen Trend auch Modelle bearbeiten, bei denen ein anfänglicher Aufwärtstrend an einem
bestimmten Punkt in einen Abwärtstrend übergeht.
Dieses ist dann die Verallgemeinerung des Jonckheere-Terpsta-Tests, der
Umbrella-Test nach Mack und Wolfe.